# メトプロロール
メトプロロール（Metoprolol）とは、アドレナリン作動性効果遮断薬1つであり、(RS)-1-イソプロピラミノ-3-{4-(2-メトキシエチル)フェノキシ}プロパン-2-オールのことである。つまり、ラセミ体として供給される医薬品である。メトプロロールは脂溶性でアドレナリンβ1受容体を選択的に遮断する。臨床現場ではβブロッカーと呼ばれる薬剤のひとつ。高血圧、狭心症、不整脈の治療に使用される。

## 効能・効果
本態性高血圧症（軽症〜中等症）、狭心症、頻脈性不整脈

## 禁忌
下記の患者には禁忌とされている。
- 糖尿病性ケトアシドーシス、代謝性アシドーシスのある患者
- 高度の徐脈（著しい洞性徐脈）、房室ブロック（II、III度）、洞房ブロック、洞不全症候群のある患者
- 心原性ショック、肺高血圧による右心不全、鬱血性心不全の患者
- 低血圧症の患者
- 重症の末梢循環障害（壊疽等）のある患者
- 未治療の褐色細胞腫の患者
- 製剤成分および他のβ-遮断剤に対し過敏症の既往歴のある患者
- 妊婦または妊娠している可能性のある婦人

## 副作用
重大な副作用として、心原性ショック（頻度不明）、鬱血性心不全（0.1%未満）、房室ブロック（0.1%未満）、徐脈（0.1%〜5%未満）、洞機能不全（頻度不明）喘息症状の誘発・悪化（0.1%未満）、肝機能障害・黄疸（頻度不明）が添付文書に挙げられている。

## 立体化学
メトプロロールは立体中心を含み、2つのエナンチオマーからなる。 これはラセミ体、すなわち（R） - および（S） - 体の1：1混合物である：
| メトプロロールのエナンチオマー | メトプロロールのエナンチオマー |
| ------------------------------ | ------------------------------ |
| CAS-Nummer: 81024-43-3         | CAS-Nummer: 81024-42-2         |